# Colateral
Collateral (bra/prt: Colateral) é um filme de suspense policial estadunidense de 2004, dirigido por Michael Mann, com roteiro escrito por Stuart Beattie, e estrelado por Tom Cruise como um assassino contratado e Jamie Foxx como um motorista de táxi que se encontra como seu refém. O filme é ambientado em Los Angeles, Califórnia, em janeiro de 2004, e o elenco de apoio inclui Jada Pinkett Smith e Mark Ruffalo. As performances de Foxx e Tom Cruise foram muito elogiadas, com Foxx a ser nomeado para o Oscar de Melhor Ator Coadjuvante.

## Enredo
O motorista de táxi Max Durocher (Jamie Foxx) trabalha em Los Angeles e numa noite leva a promotora de justiça do Departamento de Justiça dos Estados Unidos Annie Farrell (Jada Pinkett Smith) ao trabalho. No caminho, ela lhe conta sobre o próximo caso no qual ela vai trabalhar e ele lhe conta sobre seu sonho de abrir seu próprio serviço de limusines. Quando eles chegam ao destino, Annie deixa seu cartão de visitas para ele. Alguns momentos depois, Max pega um homem chamado Vincent (Tom Cruise) que foi visto antes no Aeroporto Internacional de Los Angeles pegando uma maleta com um homem (Jason Statham).
Vincent pede para ser levado a um prédio de apartamentos, e pede que Max seja seu motorista para próximas paradas. Max só aceita depois de Vincent lhe oferecer o dobro do que ganharia normalmente. Enquanto Max espera por seu passageiro, um corpo subitamente cai no seu táxi trincando e manchando seu pára-brisa de sangue. Max percebe que o homem foi morto por Vincent, que o obriga a colocar o corpo no porta-malas do carro.
Vincent revela ser um assassino de aluguel, e que está em Los Angeles para matar mais quatro pessoas. Agora que sua identidade é conhecida por Max, Vincent o força a servir de motorista para os próximos assassinatos. Na segunda parada, Vincent amarra Max à direção, para prevenir uma possível fuga. Enquanto o assassino faz seu serviço, Max tenta chamar a atenção de alguns transeuntes, que na verdade eram ladrões. Eles roubam a carteira de Max e a maleta de Vincent. Quando ele volta ao carro, os ladrões tentam roubá-lo, mas Vincent consegue desarmá-los e matá-los. Ele avisa Max que qualquer tentativa de fuga é tola e poderá resultar na morte de inocentes.
A terceira vítima é um músico de jazz (Barry Shabaka Henley) que tem um bar. Vincent afirma ser fã de Jazz e leva Max para o estabelecimento para tomar uma bebida com o músico. Quando o bar fecha, Vincent revela o porquê de sua visita e diz que deixará o músico viver se ele responder corretamente à pergunta: "onde Miles Davis aprendeu música?" (em referência ao fato dele ter dito que tocou com Miles na juventude). O músico responde, mas Vincent dá três tiros em sua cabeça com uma arma silenciada, e dá uma resposta diferente.
Antes de ir atrás da quarta pessoa, Max recebe uma ligação para ir visitar sua mãe hospitalizada, Ida (Irma P. Hall), que esteve perguntando por ele. Como as visitas de Max são rotineiras e Vincent não quer que ninguém estranhe nada, ele permite que Max faça a visita e inclusive converse com a mãe de seu motorista, fato este que permite a Max roubar a maleta do seu passageiro e jogá-la numa via expressa, destruindo ela e os detalhes dos alvos restantes. Vincent não mata Max, mas o manda para um clube mexicano administrado por Felix (Javier Bardem), o homem que contratou Vincent, e o manda obter um USB flash drive com as informações sobre as próximas vítimas.
Max se encontra com Felix e adquire o dispositivo. Enquanto isso, o detetive da Polícia de Los Angeles Fanning (Mark Ruffalo) descobre uma ligação entre as três vítimas de Vincent, e relata a informação aos agentes do FBI, liderados por Pedrosa (Bruce McGill) que trabalhava no bar de Felix. As vítimas eram testemunhas que deporiam contra ele num julgamento no dia seguinte. Numa tentativa de salvar as testemunhas restantes, o FBI reune uma equipe da SWAT e vai para uma casa noturna coreana, onde Vincent e Max entram. O assassino e a equipe da SWAT chegam à testemunha ao mesmo tempo, desencadeando um tiroteio que derruba a equipe da SWAT e deixa o público em pânico, permitindo que Vincent mate sua vítima e seus seguranças e depois desapareça. O Detetive Fanning resgata Max e o leva para fora do estabelecimento mas é morto por Vincent, que o leva de volta ao táxi.
Após a fuga, os dois passam a discutir, com Max chamando Vincent de sociopata e este o acusando de não ter iniciativa. Max propositalmente bate seu carro e o capota. Ao som de sirenes se aproximando, Vincent foge, e o policial que chega ao local descobre o corpo da primeira vítima. Quando está prestes a prender Max, é rendido e algemado ao carro por ele. No computador, Max pode ver que a próxima e última vítima é Annie, a promotora que ele serviu anteriormente. Ele pega a arma que Vincent deixou para trás e corre para o prédio onde ela trabalha.
No prédio, Max encontra o corpo morto e desarmado do segurança. Ele avisa Annie sobre sua situação de risco e acerta um tiro em Vincent, queimando seu rosto. Eles fogem para uma estação de metrô embaixo do prédio. Furioso, Vincent os persegue até um vagão vazio. Os dois trocam tiros através de uma porta, e Max acerta um tiro fatal no assassino. Vincent senta e espera por sua morte enquanto Max e Annie o observam. Vincent pergunta a Max se alguém irá notar que ele morreu, em referência ao caso que contou ao taxista sobre um homem que morreu sentado num trem da MTA e só foi descoberto horas mais tarde. Max e Annie saem do trem na próxima estação enquanto o trem continua em direção a Long Beach com o sol nascendo e Vincent já morto.

## Elenco
- Tom Cruise como Vincent, um ex-operador especial e assassino profissional contratado por intermediários para matar quatro testemunhas e um promotor. Russell Crowe foi considerado para o papel.
- Jamie Foxx como Max Durocher, um motorista de táxi que Vincent emprega para levá-lo para os locais dos crimes. Adam Sandler foi considerado para o papel.
- Jada Pinkett Smith como Annie Farrell, a advogada de acusação de Felix Reyes-Torrena.
- Mark Ruffalo como Ray Fanning, um detetive da LAPD na cauda de Vincent e Max.
- Peter Berg como Richard Weidner, parceiro de Fanning.
- Bruce McGill como Frank Pedrosa, um agente do FBI vigiando clube de Felix Reyes-Torrena.
- Irma P. Hall como Ida Durocher, mãe de Max.
- Barry Shabaka Henley como Daniel Baker, dono de um clube de jazz e uma das testemunhas.
- Richard T. Jones como guarda de trânsito #1
- Klea Scott como Zee, um dos membros da equipe de Pedrosa.
- Bodhi Elfman como jovem homem profissional
- Debi Mazar como jovem mulher profissional
- Javier Bardem como Felix Reyes-Torrena, um narcotraficante do cartel mexicano que contrata Vicente
- Emilio Rivera como Paco, um dos guarda-costas e pistoleiros do Felix.
- Jamie McBride como guarda de trânsito #2
- Thomas Rosales, Jr. como Ramon Ayala, um jogador de baixo nível no negócio de substâncias exóticas e uma das testemunhas.
- Inmo como Peter Lim, o proprietário do clube Fever e uma das testemunhas.
- Jason Statham como homem no aeroporto
- Angelo Tiffe como Sylvester Clarke, um ex-advogado criminal que representou Ramone e uma das testemunhas.

## Produção
Quando ele tinha 17 anos, o escritor australiano Stuart Beattie pegou um táxi para casa do aeroporto de Sydney, e teve a ideia de um maníaco homicida sentado na parte de trás de um táxi com o motorista calmamente conversando com ele, confiando em seu passageiro implicitamente. Beattie elaborou sua ideia em um tratamento de duas páginas intitulado "The Last Domino", e mais tarde começou a escrever o roteiro. A história original centrada em torno de um policial do sexo feminino afro-americana que testemunha um crime, e o romance entre o motorista de táxi e sua então namorada bibliotecário. O filme tem semelhança limitada ao tratamento original.
Beattie estava esperando tabelas quando ele se deparou com amiga Julie Richardson, a quem ele conheceu em um curso de extensão de roteiro na UCLA. Richardson tinha se tornado uma produtora, e estava à procura de projetos para Edge City, Frank Darabont, Rob Fried e a companhia de Chuck Russell foi criada para fazer filmes de gênero de baixo orçamento para a HBO. Beattie mais tarde lançou-lhe a ideia de "The Last Domino". Richardson lançou a ideia de Frank Darabont, que trouxe a equipe para uma reunião, inclusive Beattie, e criou o projeto em Edge City. Depois de dois projectos, HBO passou no projeto. Em uma reunião geral da DreamWorks, com o executivo Marc Haimes, Beattie mencionou o script. Marc Haimes imediatamente contactou Richardson, leu o roteiro durante a noite, e DreamWorks colocar em uma oferta no dia seguinte.
Collateral sentou em livros de desenvolvimento da DreamWorks por três anos. Mimi Leder foi inicialmente para dirigir, ele então passou para Janusz Kamiński. Não foi até Russell Crowe tornar-se interessado em interpretar Vincent que o projeto começou a gerar algum calor. Crowe trouxe Michael Mann a bordo, mas os atrasos constantes significava que Crowe deixou o projeto. Mann foi imediatamente para Tom Cruise com a ideia de ele interpretar o  assassino de aluguel e Adam Sandler como o taxista.
Tom Cruise para filmar Collateral, teve que adiar as filmagens de Missão Impossível III.
Beattie queria que o estúdio para lançar Robert De Niro como Max (mais uma vez, fazendo-o um motorista de táxi, embora o exato oposto de Travis Bickle). No entanto, o estúdio recusou, insistindo que queria um ator mais jovem para o papel.
Val Kilmer era a escolha para interpretar o detetive, mas devido a conflito de datas teve que desistir do personagem, entre as filmagens de Collateral e Alexandre.
Dennis Farina esteve cotado para ser o substituto de Val Kilmer, perdendo o papel para Mark Ruffalo.
Mann escolheu usar o Viper FilmStream High-Definition Camera para filmar muitas cenas de Collateral, o primeiro uso em um grande filme. Há muitas cenas do filme, onde o uso de uma câmera digital é evidente, em particular, cenas onde o horizonte de Los Angeles ou paisagem é visível ao fundo. Um evento digno de nota foi a filmagem dos coiotes que atravessam a estrada, a capacidade de pouca luz permitida Mann espontaneamente para filmar os animais que só passou a acontecer, sem a necessidade de configurar a iluminação para aa cena. Mann já tinha usado o formato de partes de Ali e de seu drama da CBS Robbery Homicide Division e viria a empregar a mesma câmera para as filmagens de Miami Vice. A seqüência na boate foi filmada em 35 mm.
Os primeiros rascunhos do roteiro de Collateral definir o filme em Nova York. No entanto, mais tarde revisões do roteiro mudou cenário do filme para Los Angeles.

## Música
A trilha sonora de Collateral foi lançada em 3 de agosto de 2004, por Hip-O Records.
Hans Zimmer seria o responsável pela trilha sonora de Collateral, tendo sido posteriormente substituído por James Newton Howard.
| Collateral: Original Motion Picture Soundtrack |                                        |                          |         |  |
| N.º                                            | Título                                 | Compositor(es)           | Duração |  |
| 1.                                             | "Briefcase"                            | Tom Rothrock             | 2:07    |  |
| 2.                                             | "The Seed (2.0)" (Extended Radio Edit) | The Roots, Cody Chesnutt | 4:13    |  |
| 3.                                             | "Hands of Time"                        | Groove Armada            | 4:19    |  |
| 4.                                             | "Guero Canelo"                         | Calexico                 | 3:00    |  |
| 5.                                             | "Rollin' Crumblin'"                    | Tom Rothrock             | 2:21    |  |
| 6.                                             | "Max Steals Briefcase"                 | James Newton Howard      | 1:48    |  |
| 7.                                             | "Destino De Abril"                     | Green Car Motel          | 5:15    |  |
| 8.                                             | "Shadow on the Sun"                    | Audioslave               | 5:43    |  |
| 9.                                             | "Island Limos"                         | James Newton Howard      | 1:33    |  |
| 10.                                            | "Spanish Key"                          | Miles Davis              | 2:25    |  |
| 11.                                            | "Air on the G String"                  | Johann Sebastian Bach    | 5:46    |  |
| 12.                                            | "Ready Steady Go (Korean style)"       | Paul Oakenfold           | 4:48    |  |
| 13.                                            | "Car Crash"                            | Antonio Pinto            | 2:19    |  |
| 14.                                            | "Vincent Hops Train"                   | James Newton Howard      | 2:02    |  |
| 15.                                            | "Finale"                               | James Newton Howard      | 2:18    |  |
| 16.                                            | "Requiem"                              | Antonio Pinto            | 1:56    |  |
| Duração total:                                 | Duração total:                         | Duração total:           | 51:53   |  |

A trilha sonora também apresenta a música "Iguazú", escrito por Gustavo Santaolalla.

## Recepção

### Resposta da crítica
O filme recebeu críticas positivas, com elogios especiais as performances de Tom Cruise e de Jamie Foxx. Rotten Tomatoes, 86% dos críticos deram opiniões positivas do filme, baseado em 224 comentários. No Metacritic, o filme teve uma pontuação média de 71 de 100, com base em 41 comentários. Tom Cruise passou a reunir elogios da crítica, enquanto Foxx recebeu várias nomeações a prêmios. Richard Roeper colocou Collateral como seu décimo filme favorito de 2004. O filme foi votado como o 9 colocado melhor filme ambientado em Los Angeles nos últimos 25 anos por um grupo de Los Angeles Times composta por escritores e editores com dois critérios: "O filme tinha que comunicar alguma verdade inerente sobre a verdadeira L.A., e apenas um filme por diretor era permitido na lista".

### Bilheteria
O filme estreou no dia 6 de agosto de 2004, em 3.188 cinemas nos Estados Unidos e Canadá, e arrecadou cerca de 24.700 milhões de dólares em sua semana de estreia, ranking #1 na bilheteria. Ele permaneceu nos cinemas por 14 semanas e, eventualmente, arrecadou US$ 101,005,703 nos EUA e no Canadá. Em outros países, o filme arrecadou um total de 116,758,588 para um total bruto mundial de US$ 220,239,925.

## Principais prêmios e indicações
- Indicado para 02 Oscar: Ator Coadjuvante (Jamie Foxx) e Melhor Edição.
- Recebeu uma indicação ao Globo de Ouro de Melhor Ator Coadjuvante (Jamie Foxx).
- Conquistou o BAFTA de Melhor Fotografia, além de ter sido indicado em outras cinco categorias: Melhor Diretor, Melhor Ator Coadjuvante (Jamie Foxx), Melhor Edição, Melhor Roteiro Original e Melhor Som.
- Recebeu uma indicação ao MTV Movie Awards de Melhor Vilão (Tom Cruise).